# Zeche Haarmannsbänker Stollen
Die Zeche Haarmannsbänker Stollen im Bochumer Stadtteil Stiepel, Ortsteil Haar, ist ein ehemaliges Steinkohlenbergwerk. Das Bergwerk war auch unter den Namen Zeche Haarmannsbänker Stolln, Zeche Haarmann, Zeche Haarmannsbank und Zeche Haarmannsbank Nr. 1 bekannt.

## Bergwerksgeschichte

### Die Anfänge
Im Jahr 1727 wurde ein Längenfeld verliehen. Mit der bereits entblößten Kohlenbank wurden der Ratmann Georg Henrich Wünnenberg und Konsorten belehnt. Verliehen wurde das Grubenfeld unter dem Namen Haarmanns Bank. Kurze Zeit darauf fiel das Längenfeld wieder ins Bergfreie. Am 27. Juli des Jahres 1744 wurde eine erneute Mutung eingelegt und ein Längenfeld verliehen. Die ersten Besitzer des Bergwerks waren der Landwirt Haarmann, der Rentmeister Müser und der Berggeschworene Wünnenberg. Im Jahr 1754 wurde das Längenfeld vermessen und anschließend ein Stollen im Rauterdeller Siepen (Stemmanns Siepen) angesetzt. Der Stollen wurde in Richtung Osten aufgefahren. In den Jahren 1756 bis 1758 war das Bergwerk in Betrieb. Ab dem 1. Oktober des Jahres 1758 bis zum 18. April des darauffolgenden Jahres erwarb Johann Wilhelm Müser sämtliche Kuxe von den Gewerken Henrich Jakob Haarmann, Georg Henrich Wünnenberg und Friedrich Diergarten. Im Jahr 1759 war das Bergwerk nachweislich in Betrieb. Im Jahr 1760 war der Stollen auf eine Länge von 105 Metern aufgefahren. Es wurde eine Störung mit starkem Gebirgsdruck angefahren. Bedingt durch diese Störung wurde die weitere Auffahrung des Stollens zunächst einmal gestoppt. Aus diesem Grund wurde 30 Meter östlich der Störung ein Schacht geteuft. Im Schacht wurden anschließend drei Strecken in östlicher Richtung aufgefahren. In den Jahren 1761/1762 war das Bergwerk weiter in Betrieb. Am 24. August des Jahres 1766 wurden 32 Kuxe auf Johann Wilhelm Müser umgeschrieben. Auch in den Jahren 1768 und 1771 war das Bergwerk in Betrieb. Am 11. Januar des Jahres 1771 teilte der Wegeinspektor Friedrich Joahann Müser dem Bergamt mit, dass das Bergwerk seinem Vater Johann Wilhelm Müser alleine gehören würde und dass die Rezeßgelder bezahlt worden seien. Zu diesem Zeitpunkt war bereits hinter dem Krockhauser Bruch im Busch Sandfurth der Lochstein des Bergwerks gesetzt worden. Nachdem das Bergwerk mehrere Jahre in Betrieb war, wurde im Jahr 1772 im Schacht die Förderung eingestellt. Der Stollen war mittlerweile stark verschlammt und verbrochen, sodass keine Wasserabführung mehr möglich war.

### Der weitere Betrieb
Im Jahr 1776 wurde mit den Gewerken der Nachbarzeche St. Georg eine Einigung über den Aufschluss des Flözes unter der Haarmannsbänker Stollensohle erzielt. Durch diese Einigung war es möglich, die Grubenwässer der Zeche Haarmannsbänker Stollen bis zum elf Meter tieferen St. Georgen-Oberstollen abzuleiten. Für diese Leistung mussten die Gewerken der Zeche Haarmannsbänker Stollen an die Gewerken der Zeche St. Georg die Hälfte ihrer Ausbeute zahlen. Im selben Jahr wurde ein tonnlägiger Schacht geteuft und der alte Stollen aufgewältigt, jedoch wurde zunächst kein Abbau begonnen. Im Jahr 1778 war das Bergwerk wieder in Betrieb und im darauffolgenden Jahr wurden über die Ruhr die Kohlenlieferungen nach Kleve getätigt. Im Jahr 1784 wurde mit dem Abbau unter dem Haarmannsbänker Stollen begonnen, außerdem wurde ein 15,7 Meter tiefer Schacht bis zum St. Georgen-Oberstollen geteuft. Der Stollen wurde mit einer Handhaspelförderung ausgestattet. Im selben Jahr wurde gemeinsam mit den Zechen Sternberg, Treu, Preußischer Zepter und Zeche Krockhausbank ein Schiebeweg zur Ruhr erstellt. Von nun an erfolgte der Transport der Kohlen über Tage auf den Schiebekarrenweg zur Ruhr. Außerdem wurde an der Ruhr eine Kohlenniederlage gebaut. Von dort aus wurden die Kohlen auf Schiffe verladen und nach Holland verschifft. Am 1. Juni des Jahres 1784 wurde das Bergwerk durch den Leiter des märkischen Bergreviers, den Freiherrn vom Stein, befahren. Die Zeche Haarmannsbänker Stollen war das erste Bergwerk, welches vom Stein auf seiner Reise durch sein Bergrevier befuhr. Zum Zeitpunkt der Befahrung waren bereits einige Schächte in Betrieb. Vom Stein machte in seinem Protokoll Angaben über den Zustand des Bergwerks und die Leistung und Bezahlung der dort beschäftigten Bergleute. Vom Stein bemängelte, dass im Förderschacht keine Fahrten vorhanden waren und vermerkte dies in seinem Protokoll.

### Die letzten Jahre
Im Jahr 1789 erreichte der Stollen eine Länge von 125 Metern, es wurde ein Querschlag nach Osten zum gebauten Flöz Haarmannsbank angesetzt. Der Ansatzpunkt für den Querschlag befand sich im Bereich des Stollenmundlochs des St. Georgen-Oberstollens. Grund für die Auffahrung des Querschlags war die Aufgabe des St. Georgen-Oberstollens. Im Jahr 1796 war der Schacht 9 und im Jahr 1800 der Schacht Friedrich in Betrieb. Im Jahr 1805 waren die Schächte Friedrich und Nr. 2 in Betrieb. Im Jahr 1809 betrug die Länge das Haarmannsbänker Stollens 330 Meter, der Schiebeweg zur Ruhr hatte in diesem Jahr bereits eine Länge von 1120 Lachtern. Im Jahr 1810 wurde am Schacht Wilhelm (Schacht 3) Abbau betrieben. Im Jahr 1815 war der Schacht Friedrich in Förderung. Im Jahr 1818 betrug die Stollenlänge 800 Meter in Richtung Osten. Im Jahr 1825 war der Schacht Krockhaus in Betrieb, am 13. Dezember desselben Jahres kam es zur Vereinigung zum Carl Friedrich’s Erbstollen.

### Förderung und Belegschaft
Das Bergwerk baute die Kohlen in einem Flöz ab, das eine Mächtigkeit von 2,6 Metern hatte. Die ersten Belegschaftszahlen des Bergwerks stammen aus dem Jahr 1754, es waren acht Bergleute auf dem Bergwerk angelegt. Im Jahr 1784 waren neun Bergleute auf dem Bergwerk angelegt. Die einzigen bekannten Förderzahlen des Bergwerks stammen aus dem Jahr 1805, es wurden 39.238 Ringel Steinkohle abgebaut.